# Raid sur Berlin
Guerre de Sept Ans
Batailles
- Minorque (navale) (1756)
- Pirna (1756)
- Lobositz (1756)
- Reichenberg (1757)
- Prague (1757)
- Kolin (1757)
- Hastenbeck (1757)
- Gross-Jägersdorf (1757)
- Moys (1757)
- Rochefort (1757)
- Rossbach (1757)
- Breslau (1757)
- Leuthen (1757)
- Carthagène (navale) (1758)
- Olomouc (1758)
- Saint-Malo (1758)
- Rheinberg (1758)
- Krefeld (1758)
- Domstadl (1758)
- Cherbourg (1758)
- Zorndorf (1758)
- Saint-Cast (1758)
- Tornow (1758)
- Lutzelberg (1758)
- Hochkirch (1758)
- Bergen (1759)
- Kay (1759)
- Minden (1759)
- Kunersdorf (1759)
- Neuwarp (navale) (1759)
- Hoyerswerda (1759)
- Baie de Quiberon (navale) (1759)
- Maxen (1759)
- Meissen (1759)
- Glatz (1760)
- Landshut (1760)
- Corbach (1760)
- Emsdorf (1760)
- Dresde (1760)
- Warburg (1760)
- Liegnitz (1760)
- Rhadern (1760)
- Berlin (1760)
- Kloster Kampen (1760)
- Torgau (1760)
- Belle-Île (1761)
- Langensalza (1761)
- Cassel (1761)
- Grünberg (1761)
- Villinghausen (1761)
- Ölper (1761)
- Kolberg (1761)
- Wilhelmsthal (1762)
- Burkersdorf (1762)
- Lutterberg (1762)
- Reichenbach (1762)
- Almeida (1762)
- Valencia de Alcántara (1762)
- Nauheim (1762)
- Vila Velha de Ródão (1762)
- Cassel (1762)
- Freiberg (1762)

- Jumonville Glen (1754)
- Fort Necessity (1754)
- Fort Beauséjour (1755)
- 8 juin 1755
- Monongahela (1755)
- Petitcoudiac (1755)
- Lac George (1755)
- Fort Bull (1756)
- Fort Oswego (1756)
- Kittanning (1756)
- En raquettes (1757)
- Pointe du Jour du Sabbat (1757)
- Fort William Henry (1757)
- German Flatts (1757)
- Lac Saint-Sacrement (1758)
- Louisbourg (1758)
- Le Cran (1758)
- Fort Carillon (1758)
- Fort Frontenac (1758)
- Fort Duquesne (1758)
- Fort Ligonier (1758)
- Québec (1759)
- Fort Niagara (1759)
- Beauport (1759)
- Plaines d'Abraham (1759)
- Sainte-Foy (1760)
- Neuville (1760)
- Ristigouche (navale) (1760)
- Mille-Îles (1760)
- Signal Hill (1762)

- Cap-Français (1757)
- Martinique (1759)
- Guadeloupe (1759)
- Dominique (1761)
- Martinique (1762)
- Cuba (1762)

- Chandernagor (1757)
- Plassey (1757)
- Gondelour (1758)
- Négapatam (navale) (1758)
- Condore (1758)
- Madras (1758)
- Pondichéry (navale) (1759)
- Masulipatam (1759)
- Chinsurah (1758)
- Wandiwash (1760)
- Pondichéry (1760-1761)
- Manille (1762)

- Saint-Louis (1758)
- Gorée (1758)
- Gambie

Le raid sur Berlin, qui se déroule du 9 au 12 octobre 1760, est un épisode de la guerre de Sept Ans, au cours duquel deux colonnes autrichienne et russe occupent pendant quatre jours la ville de Berlin, capitale du royaume de Prusse alors dirigé par Frédéric II. 
Les occupants quittent la ville, après l'avoir pillée (surtout les Autrichiens), à l'annonce de l'approche d'un corps d'armée prussien détaché du front de Silésie. 

## Contexte
Après plusieurs victoires remportées sur les armées prussiennes en 1759 (Kay, Kunersdorf, Maxen), l'année 1760 s'avère infructueuse pour la coalition franco-russo-autrichienne. 
Les Autrichiens ne font pas de progrès dans la reconquête de la Silésie malgré leur supériorité numérique ; vainqueurs à Landshut le 23 juin, ils sont battus à Liegnitz le  15 août. 
La fin de l'été se passe en marches et contre-marches autour de Schweidnitz que les Autrichiens ne peuvent pas assiéger tant que l'armée principale de Frédéric II est déployée dans cette région. Le maréchal russe Piotr Saltykov, qui campe près de l'Oder avec une armée de 60 000 hommes, ne souhaite pas engager de bataille, craignant de subir l'essentiel des pertes pour le profit des Autrichiens. 

## Le projet de raid
L'envoyé militaire français, le comte de Montalembert, suggère alors un raid combiné austro-russe sur Berlin afin d'obliger Frédéric II à quitter la Silésie. Le projet est retardé par la maladie de Saltykov, remplacé provisoirement par Villim Fermor.
Un raid autrichien avait déjà eu lieu à Berlin en 1757 : un corps de 4 000 hommes, commandé par le général Andreas Hadik von Futak, avait fait irruption dans la ville, non fortifiée (seulement une palissade) et mal défendue par cinq bataillons de milice provinciale. Il avait imposé une contribution de 200 000 thalers.
Cette fois, le plan envisagé est de feindre une attaque autrichienne sur la ville de Guben (à 60 km au sud-est de Berlin), ce qui permettra à une force russe, surtout constituée de cosaques et de cavalerie légère, menée par Gottlob Curt Heinrich von Tottleben de se détacher et de fondre sur Berlin. Après quoi un corps autrichien conduit par François Maurice de Lacy doit venir l'appuyer pour la prise de la ville. 

## Le raid

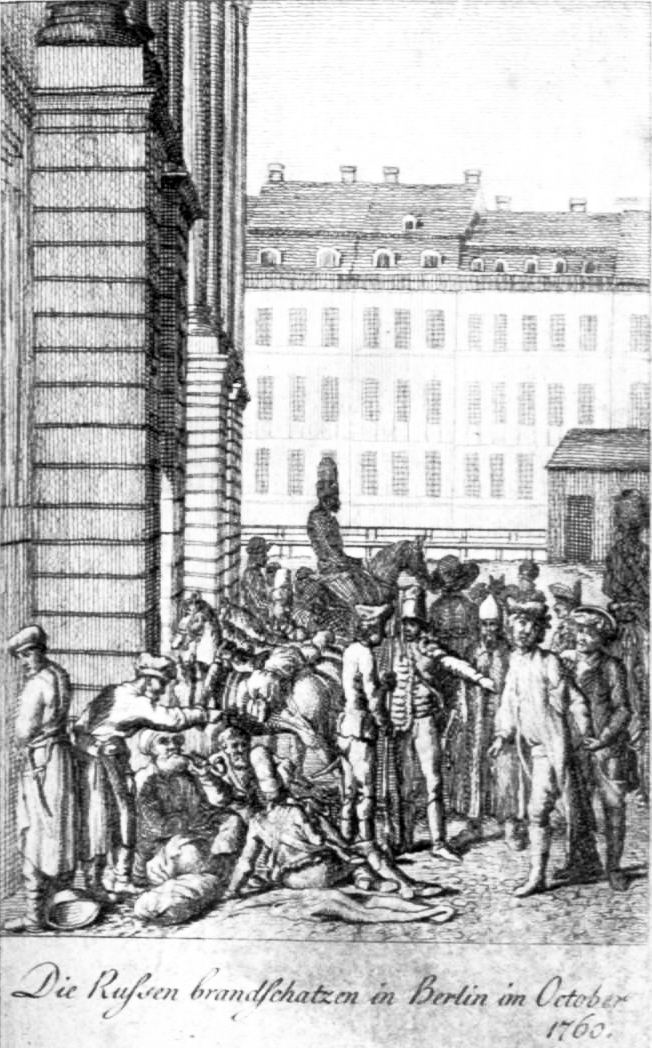
Les russes à Berlin en octobre 1760

### L'attaque
Tottleben mène une avant-garde de 5 600 Russes qui traverse l'Oder et tente de prendre la ville par la tactique du coup de main le 5 octobre. Cette tentative échoue face à une résistance imprévue. Le gouverneur de la ville, le général Hans Friedrich von Rochow, veut battre en retraite face à la menace russe, mais le commandant de la cavalerie, Friedrich Wilhelm von Seydlitz, se remettant de ses blessures, rallie les 2 000 défenseurs de la ville et réussit à repousser l'assaut jusqu'aux portes de la ville.
Averti de la situation, Frédéric-Eugène de Wurtemberg ramène des troupes engagées contre les Suédois en Poméranie ; un contingent saxon les rejoint, portant le nombre de défenseurs de la ville à 18 000. Mais l'arrivée des troupes autrichiennes de Lacy fait pencher la balance du côté des assaillants. Les Autrichiens occupent Potsdam et Charlottenburg. En infériorité numérique, les Prussiens sont contraints de quitter la ville et se replient à Spandau.

### L'occupation
Le 9 octobre, le conseil municipal décide de livrer la ville aux Russes plutôt qu'aux Autrichiens, ennemis jurés de la Prusse depuis la guerre de Succession d'Autriche (1740-1748). S'ajoute à cela que Tottleben fut un officier dans l'armée prussienne par le passé. Les Russes demandent 4 millions de thalers en échange d'une protection sur les propriétés des habitants. Un commerçant important, Johann Ernst Gotzkowsky, réussit à négocier une réduction de la taxe à 1,5 million de thalers. Mais pendant ce temps, les Autrichiens entrent dans la ville malgré les termes de la capitulation et en occupent une grande partie.

Les Autrichiens et les Saxons qui les accompagnent sont enclins à se venger sur la ville du comportement des Prussiens dans les territoires qu'ils occupent dans leurs pays respectifs. Les Russes, soucieux d'améliorer leur image internationale, agissent avec plus de retenue et de respect pour les habitants ; Tottleben fait même fusiller des pillards autrichiens et saxons. Malgré tout, plusieurs quartiers de la ville sont saccagés par les occupants, et plusieurs palais sont incendiés. 
Les troupes de cosaques et de hussards russes pillèrent le château de Schönhausen et le palais de Friedrichsfelde et participèrent au pillage du château de Charlottenburg, qui fut particulièrement endommagé, de façon conjointe avec les Autrichiens. 
La résidence personnelle de Frédéric II, le palais de Sanssouci à Potsdam, où s’installa le général autrichien Emmerich Esterhazy est épargnée ainsi que le château de Berlin, les Russes emportant cependant un grand nombre d’objets de valeur du trésor qui s'y trouvait.

Aussi, les Russes emmènent avec eux 105 élèves de l’école des cadets de Berlin qui se trouvaient encore présents dans la ville, 13 d’entre eux ne rentrant jamais chez eux.

Alors que le conseil militaire de l'armée russe avait donné des instructions concernant la destruction des installations de production de la ville, celles-ci ne seront que partiellement réalisées en raison de la mollesse de Totleben quant à leur exécution. Une usine de poudre explosa (tuant 15 soldats russes), la fonderie de Berlin fut mise hors service quoique sa destruction par explosif fut refusée par Totleben en raison d’immeubles d’habitation dans sa proche proximité.
Le sel fut réquisitionné des magasins de la ville pour une somme symbolique et des éléments d'uniformes furent achetés dans des entrepôts locaux.

D’autres usines furent également détruites, comme une papeterie ou une usine d'armes à Spandau. Les dommages totaux à Berlin (sans compter la banlieue) dus à la présence de troupes alliées dans celle-ci ont ensuite été estimés par le magistrat de la ville à 1 954 306 thalers.

Sur le plan militaire, environ 18 000 mousquets et 143 canons sont saisis. Des drapeaux autrichiens et russes, qui avaient été pris au cours de batailles antérieures, sont récupérés et environ 1 200 prisonniers de guerre sont libérés.

### Le retrait
L'annonce que Frédéric vient au secours de Berlin avec des forces importantes pousse les assaillants à se retirer, après avoir atteint leurs principaux objectifs. Leur départ a lieu le 12 octobre, les deux alliés prenant chacun une direction différente : les Autrichiens partent vers la Saxe tandis que les Russes rejoignent leur armée aux environs de Francfort-sur-l'Oder.
Apprenant la fin de l'occupation de Berlin, Frédéric fait faire demi-tour à son armée pour se concentrer sur la Silésie et la Saxe.

## Conséquences
Frédéric est furieux que la garnison et les habitants de la ville n'aient pas résisté plus activement. Cependant, malgré l'atteinte au prestige de la Prusse qui résulte de ces événements, le raid sur Berlin n'est pas très important du point de vue stratégique. 
Peu après, les Prussiens remportent la bataille de Torgau (3 novembre), mais les Autrichiens libèrent Dresde, capitale de la Saxe. 
Le commandant russe, le comte Gottlob Curt Heinrich von Tottleben, est assez rapidement accusé d'avoir reçu de l'argent des Prussiens afin que la ville soit épargnée, voire d'être un espion à la solde des Prussiens. Jugé, il est condamné à mort pour trahison (il sera gracié par Catherine II).
Un an plus tard, fin 1761, la situation de la Prusse est très mauvaise, Berlin est menacée d'une nouvelle attaque par les armées autrichienne et russe, mais Frédéric II est sauvé par ce qu'on appelle « le miracle de la maison de Brandebourg », l'avènement en janvier 1762 du tsar Pierre III, admirateur de Frédéric II, qui retire immédiatement l'armée russe.

## Sources
- (en) Cet article est partiellement ou en totalité issu de l’article de Wikipédia en anglais intitulé « Raid on Berlin » (voir la liste des auteurs).